# Someshwar
Someshwar is een census town in het district Udupi van de Indiase staat Karnataka. 

## Demografie
Volgens de Indiase volkstelling van 2001 wonen er 20098 mensen in Someshwar, waarvan 50% mannelijk en 50% vrouwelijk is. De plaats heeft een alfabetiseringsgraad van 81%. 